# Platysoma
Platysoma är ett släkte av skalbaggar som beskrevs av Leach 1817. Platysoma ingår i familjen stumpbaggar.

## Dottertaxa tillPlatysoma, i alfabetisk ordning[1][2]
- Platysoma abyssinicum
- Platysoma aequum
- Platysoma afghanum
- Platysoma anceps
- Platysoma angustatum
- Platysoma apicipunctum
- Platysoma asiaticum
- Platysoma attenuatum
- Platysoma aurelianum
- Platysoma aureoliferum
- Platysoma baliolum
- Platysoma basale
- Platysoma beybienkoi
- Platysoma bifossopygum
- Platysoma bifoveolatum
- Platysoma biimpressum
- Platysoma bimaculatum
- Platysoma bipunctatum
- Platysoma brahmani
- Platysoma brevistriatum
- Platysoma caviceps
- Platysoma celatum
- Platysoma chinense
- Platysoma clarenciae
- Platysoma coarctatum
- Platysoma completum
- Platysoma compressum
- Platysoma conditum
- Platysoma conjungens
- Platysoma connexum
- Platysoma constrictum
- Platysoma contritum
- Platysoma coomani
- Platysoma cornix
- Platysoma cylindricum
- Platysoma debile
- Platysoma deficiens
- Platysoma deplanatum
- Platysoma directum
- Platysoma diremptum
- Platysoma dufali
- Platysoma elongatum
- Platysoma euphorbiae
- Platysoma feles
- Platysoma filiforme
- Platysoma gemellum
- Platysoma georgii
- Platysoma germanum
- Platysoma gibbum
- Platysoma gracile
- Platysoma hemistrium
- Platysoma inapertum
- Platysoma incurvatum
- Platysoma ineditum
- Platysoma inexpectatum
- Platysoma javanum
- Platysoma jejunum
- Platysoma joliveti
- Platysoma koreanum
- Platysoma laevipygum
- Platysoma latimarginatum
- Platysoma leconti
- Platysoma lineare
- Platysoma lineicolle
- Platysoma loriae
- Platysoma lucillum
- Platysoma malignum
- Platysoma minax
- Platysoma minus
- Platysoma moluccanum
- Platysoma multistriatum
- Platysoma novum
- Platysoma orientale
- Platysoma parallelum
- Platysoma paugami
- Platysoma perroti
- Platysoma philippinicola
- Platysoma pictipenne
- Platysoma planiceps
- Platysoma platipygum
- Platysoma punctigerum
- Platysoma raffrayi
- Platysoma rasile
- Platysoma retrospectum
- Platysoma rimarium
- Platysoma rufopygum
- Platysoma ruptistriatum
- Platysoma scalptum
- Platysoma schenklingi
- Platysoma semilineatum
- Platysoma sichuanum
- Platysoma solivagum
- Platysoma striatipectum
- Platysoma striatisternum
- Platysoma striativarium
- Platysoma striativentre
- Platysoma subcostatum
- Platysoma subdepressum
- Platysoma suturistrium
- Platysoma takehikoi
- Platysoma thugnaum
- Platysoma torpens
- Platysoma tribistriatum
- Platysoma tsushimae
- Platysoma vagans
- Platysoma vulsum
- Platysoma yunnanum